# Pristimantis sanguineus
Espèce
Synonymes
- Eleutherodactylus sanguineus Lynch, 1998

Statut de conservation UICN

 NT  : Quasi menacé
Pristimantis sanguineus est une espèce d'amphibiens de la famille des Craugastoridae.

## Répartition
Cette espèce est endémique de Colombie. Elle se rencontre dans les départements de Chocó, d'Antioquia, de Risaralda et de Valle del Cauca entre 50 et 1 500 m d'altitude dans la plaine pacifique et sur le versant Ouest de la cordillère Occidentale.

## Description
Les mâles mesurent de 16,9 à 24,0 mm et les femelles de 29,1 à 35,2 mm.

## Publication originale
- Lynch, 1998 : New species of Eleutherodactylus from the Cordillera Occidental of western Colombia with a synopsis of the distributions of species in western Colombia. Revista de la Academia Colombiana de Ciencias Exactas Fisicas y Naturales, vol. 22, no 82, p. 117-148 (texte intégral).